# Basingstoke
Pour l’article homonyme, voir Basingstoke (circonscription britannique).
Basingstoke est une ville britannique située dans l'Hampshire (Angleterre). Sa population est estimée à 107 355 habitants (pour une agglomération Basingstoke d'environ 170 000 habitants).

## Personnages célèbres
- Thomas Burberry, spécialiste de la confection britannique du XIXe siècle

### Naissances à Basingstoke
- John Arlott, journaliste sportif (25 février 1914 - 14 décembre 1991)
- David Chidgey, homme politique (9 juillet 1942 - 15 février 2022)
- Elizabeth Hurley, actrice et mannequin (10 juin 1965)
- Carl Barât, auteur-compositeur-interprète (6 juin 1978)
- Gabriella Wilde, actrice et mannequin (8 avril 1989)
- Tom Cleverley, footballeur (12 août 1989)
- Alma Deutscher, compositrice, pianiste et violoniste (19 février 2005)

## Jumelages
- Alençon (France)
- Euskirchen (Allemagne)
- Braine-l'Alleud (Belgique)